# Lagynogaster suensoni
Lagynogaster suensoni là một loài ruồi trong họ Asilidae. Lagynogaster suensoni được Frey miêu tả năm 1937. Loài này phân bố ở miền Ấn Độ - Mã Lai.